# Carabus victor wiedemanni
Carabus (Archicarabus) victor wiedemanni – podgatunek chrząszcza z rodziny biegaczowatych i podrodziny Carabinae.
Takson ten został opisany w 1836 roku przez Édouarda Ménétriesa, a jego epitet gatunkowy nadano na cześć Christiana Rudolpha Wilhelma Wiedemanna. Współcześnie traktowany jest jako podgatunek Carabus victor lub osobny gatunek Carabus wiedemanni. 
Chrząszcz drapieżny, zaliczany do dużych epigeobiontów biegających. Preferuje lasy kserotermiczne.
Chrząszcz palearktyczny, eurazjatyckiego typu faunistycznego, o rozsiedleniu bałkańsko-bliskowschodnim. Wykazany został z Grecji, Turcji i Bułgarii. W tej ostatniej występuje m.in. w południowej części wybrzeża Morza Czarnego.